# Vimianzo (parroquia)
Vimianzo (llamada oficialmente San Vicenzo de Vimianzo) es una parroquia y una villa española del municipio de Vimianzo, en la provincia de La Coruña, Galicia.

## Entidades de población
Entidades de población que forman parte de la parroquia:
- A Torre
- Bribes
- Carretera Finisterre (Estrada de Fisterra)
- Casais
- Gándara (A Gándara)
- Gándara de Osa
- Irroa (Urroa)
- La Toja (A Toxa)
- Pasantes (As Pasantes)
- Ponte-Roda (A Ponterroda)
- Sansobre
- Somonte
- Tedín
- Trasouteiro
- Valiña (A Valiña)
- Vilar
- Vimianzo

## Demografía

### Parroquia
| Gráfica de evolución demográfica de Vimianzo (parroquia) entre 2000 y 2020 |
|                                                                            |
| Datos según el nomenclátor publicado por el INE.                           |

### Villa
| Gráfica de evolución demográfica de Vimianzo (villa) entre 2000 y 2020 |
|                                                                        |
| Datos según el nomenclátor publicado por el INE.                       |